# Hexafluororhodate de xénon
L’hexafluororhodate de xénon est un composé chimique de formule XeRhF6. Il s'agit d'un composé de gaz noble rouge foncé analogue à l'hexafluoroplatinate de xénon et synthétisé en 1963 par Neil Bartlett,,.
Il peut être obtenu par réaction directe de l'hexafluorure de rhodium RhF6 sur le xénon :
Xe + RhF6 ⟶ XeRhF6.